# مت اسکندری
مت اسکندری (به انگلیسی: Matt Eskandari) مت اسکندری کارگردان و فیلم‌نامه‌نویس فیلم، ایرانی و آمریکایی‌تبار است که از آثار مهم اون می‌توان به قربانی، "عمق ۱۲ فوت" و مرکز تروما (فیلم ۲۰۱۹) اشاره کرد، وی همچنین در برنامهٔ تلویزیونی استیون اسپیلبرگ که با همکاری شرکت فاکس قرن بیستم با نام (آن دی لوط) شرکت کرده‌است.

## فیلم‌شناسی
- گرفتن (فیلم کوتاه) (۲۰۰۴)
- بازپرداخت (فیلم کوتاه) (۲۰۰۸)
- قربانی (۲۰۱۰)
- بازی آدمکش‌ها (۲۰۱۳)
- عمق ۱۲ فوت (۲۰۱۷)
- مرکز تروما (۲۰۱۹)
- زنده ماندن در شب (۲۰۲۰)
- کشتار سهمگین (۲۰۲۱)
- اتاق شنود (۲۰۲۲)